# Jean-Luc Blain
Jean-Luc Blain, né le 28 octobre 1953 à Paris et mort le 27 novembre 2013 à Lorient,, est un grand reporter français de télévision et de radio.

## Vie de reporter
Jean-Luc Blain débute à France Inter comme assistant de José Artur, avant de se lancer, à l'initiative de Daniel Hamelin, dans l'aventure de la création, en 1980, de la première radio locale de Radio France : Radio Mayenne (aujourd'hui France BLEU Mayenne), à Laval.
En 1982, il participe à la création d'une autre station locale publique, Radio Vaucluse (aujourd'hui France Bleu Vaucluse).
Fort de ces succès, il devient grand reporter à France Inter et parcourt durant plusieurs années les coins les plus reculés, mais aussi parfois les plus dangereux du globe.
Revenu en France, il construit lui-même son bateau Imagine, et embarque avec sa famille pour un tour du monde à la voile.
Son périple le conduit aux îles Marquises, en plein Pacifique Sud, où il s'arrête trois ans.
Le démon de la radio le reprend : avec les habitants de Nuku Hiva, il construit une station de radio "Radio Marquises", où il forme de jeunes Marquisiens aux métiers de la radio.
La radio, soutenue par le maire et conseiller territorial, Lucien “Roo” Kimitete (disparu le 23 mai 2002 dans le crash en mer de l'avion qui le transportait), devient vite un repère identitaire majeur du peuple marquisien.
Après les Marquises, Jean-Luc Blain revient en Métropole où il intègre la Société Réseau France Outre Mer (RFO) en tant que directeur adjoint des Antennes auprès de François Desnoyers.
En 2000, Jean-Luc Blain part s'installer sur l'île de Groix (Morbihan, Bretagne Sud), où il fonde le Festival international du film insulaire de Groix (FIFIG), dont la programmation est vite remarquée dans le milieu très exigeant des documentaristes,,. Jean Luc Blain est inhumé à l'ile de Groix. Ses habitants lui ont dédié une plaque commémorative mentionnant Lucien Kimitété à l emplacement du premier Festival du Film Insulaire de Groix (fifig). Le fifig géré par des bénévoles se poursuit chaque fin Aout et attire plusieurs centaines de  participants.

## Les Parcabout
En 2007, avec ses amis et complices Cédric Chauvaud (l'un des meilleurs mateloteurs du monde, connu dans les milieux de la Course au large sous le nom de Chien noir), François Desnoyers, dirigeant de médias, et Jean Luc Blain, ancien grand reporter installé à Groix, décédé en 2013, il fonde le "Parcabout" de Groix, lieu de loisirs inédits où les visiteurs peuvent évoluer en altitude dans les arbres grâce à des filets et des matériaux de marine tendus dans la pinède.
Le concept de Parcabout s'exporte à partir de 2009, avec trois premiers parcs dans les Ardennes, à Montreuil en région parisienne et aux Trois-Îlets en Martinique. Soutenue par Oséo Bretagne, en 2009, l'entreprise "Chien Noir SARL" a créé à Groix 30 emplois, chiffre 2016, concourant ainsi à la revitalisation de cette île qui ne compte que 1 500 habitants permanents.